# Ападана

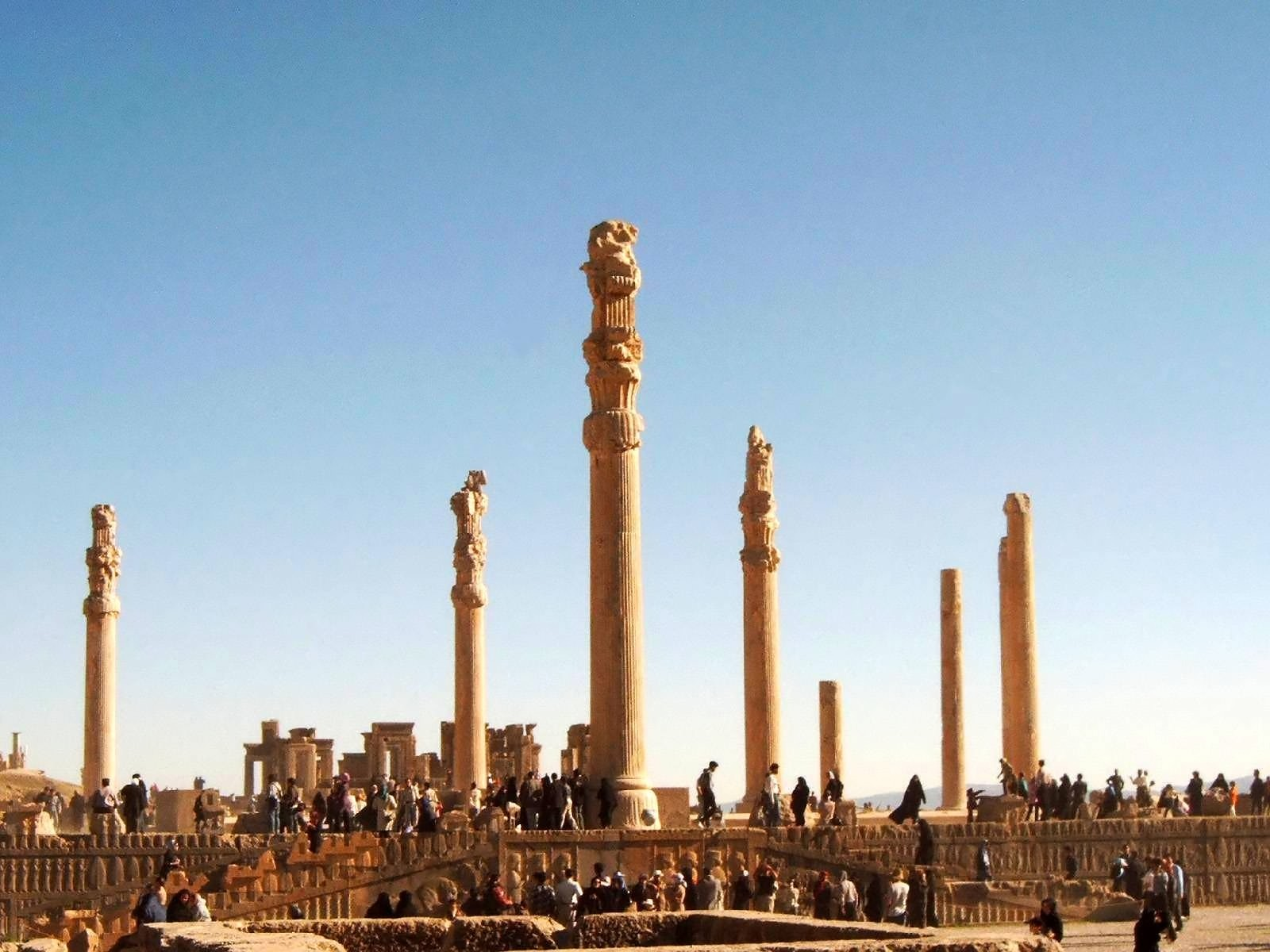
Руїни палацу

Ападана (перс. آپادانا; давньоперс. 𐎠𐎱𐎭𐎠𐎴) — велика квадратна зала для аудієнцій, яка згадується лише в чотирьох староперських текстах. Як термін також використовується для позначення аналогічних по своїй структурі споруд в перській архітектурі. Зала імовірно використовувалася для урочистих царських прийомів. У давньогрецькій архітектурі цьому терміну відповідає поняття «гіпостиль».
В одному з староперських текстів одна з головних будівель Ахеменідів у Сузах чітко згадується як ападана «з кам'яними колонами», ця споруда, заснована Дарієм I приблизно в 520 р. до н. е., ймовірно, представляє архетипну ападану.
Єдиною збереженою ападаною є ападана в Персеполі, яка була в основному збудована в V столітті до н.е. (дата заснування будівлі є суперечливою. З різних причин вважається, що вона була заснована бл. 515 або бл. 500 р. до н.е.) Дарієм I, а завершив будівництво цар Ксеркс I. Зображення обох правителів збереглися біля східних дверей комплексу. Комплекс був зруйнований Олександром Македонським в 331 році до н. е. Донині збереглися лише основа комплексу та 13 з 36 колон.
Слово «Ападана» ймовірно етимологічно пов'язане з еламським ha-ha-da-na і аккадським ap-pa-da-an, однак його точний зміст залишається неясним.

## Архітектурні особливості
Ападана в Сузах мала центральну залу, що вирізняється шістьма рядами по шість колон, та високими колонними портиками з трьох із чотирьох боків. Дизайн цієї будівлі багато в чому завдячує раннім планам палаців S та P у Пасаргадах, а також ранньому іонічному диптеральному храму, для якого характерні були безперервні кам'яні колонади, що піднімалися на повну висоту будівлі. 
У в давньоперсидському Персеполі ападана має площу близько 1000 м² з плоским дахом, який підтримувався 36 колонами заввишки 19 м головна зала мала розміри 60,5 м з кожного боку. Найбільша крита зала свого часу, вона могла вмістити десять тисяч стоячих глядачів. Між будівництвом ападани в Сузах і Персеполі був чіткий інтервал. Це, разом із можливостями, що надавалися новим місцем, дозволило побудувати ще більш надзвичайну пам'ятку, ніж у Сузах. Зведений на західному краю частково природної скельної тераси в Персеполі, палац стояв на окремому кам'яному постаменті висотою 2,6 м. Це вдосконалення дозволило встановити елегантні кам'яні сходи та забезпечило достатньо місця з північної та східної сторін цоколя для різьблених та оригінально розписаних рельєфів. Розроблені та виконані в рідкісний момент мистецького розквіту на початку V ст. до н. е., рельєфи – у своїй первісній конфігурації – зображують двадцять три делегації з близьких і далеких куточків імперії Ахеменідів, що проходять огляд перед царем і спадкоємним принцом. 
При зведенні надавалася перевага широкій розстановці високих і струнких колон з дистанцією між ними до 8,5 метра. Це створювало відчуття свободи, простору і сприяло гарному освітленню та вентиляції приміщення. При цьому розв'язання проблеми освітлення стало інноваційним кроком з точки зору архітектури тих часів: сонячне світло проникало через верхні отвори і створювало складну гру відбиттів від елементів кам'яної обробки і яскравого розпису стін. Як правило, багатоколонне приміщення ападани накривалося плоскими дерев'яними перекриттями. 

## Галерея

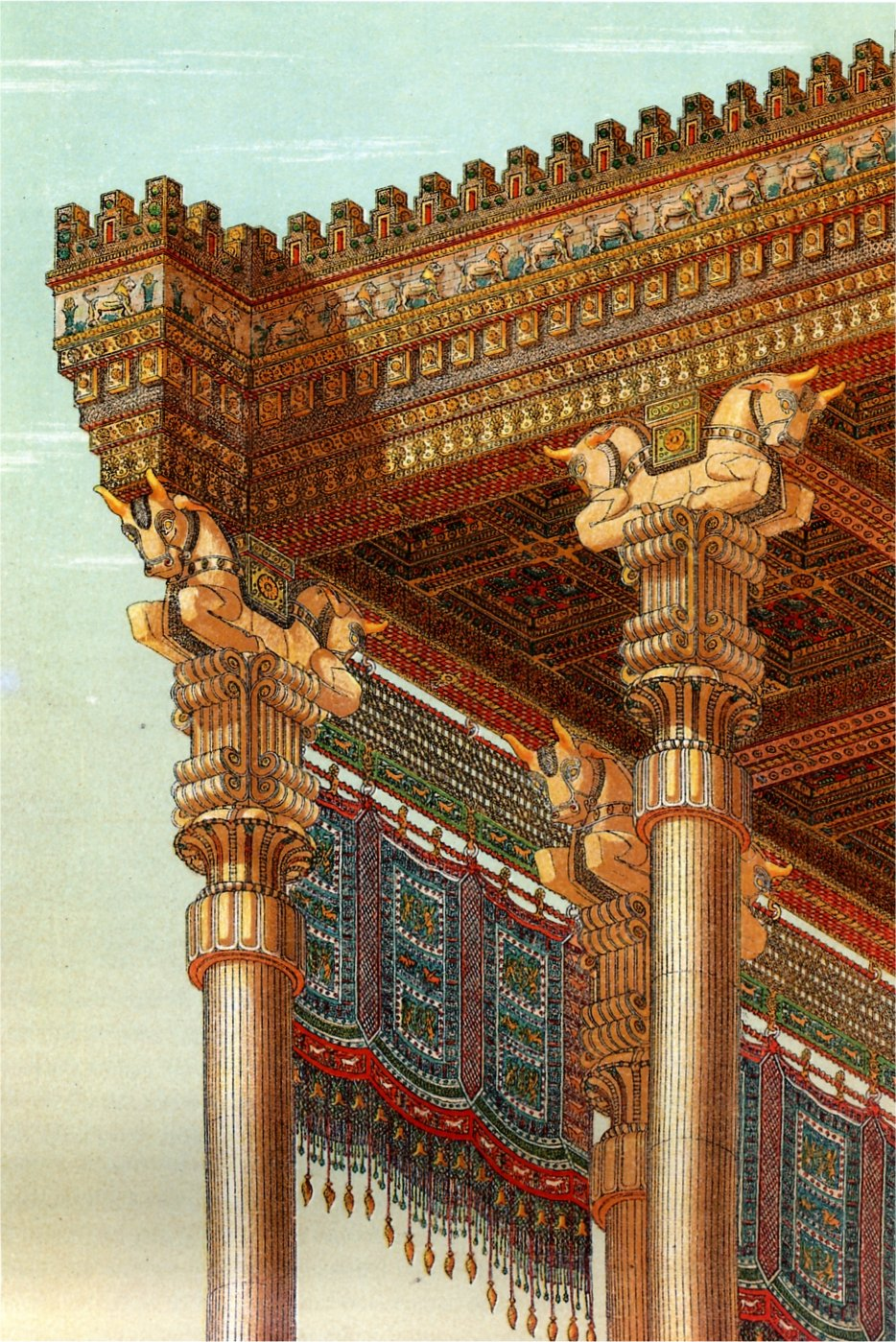
Реконструція даху
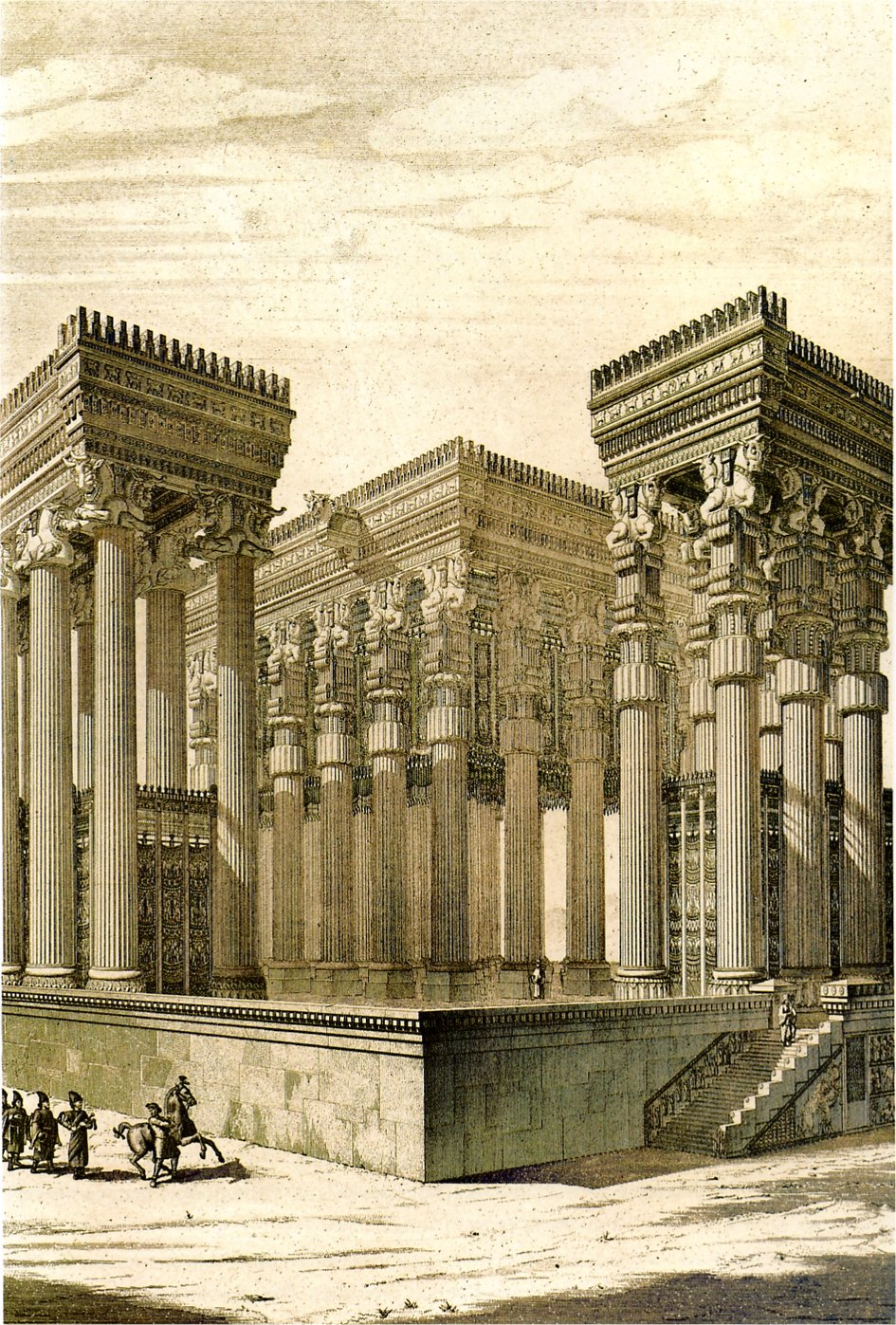
Реконструція
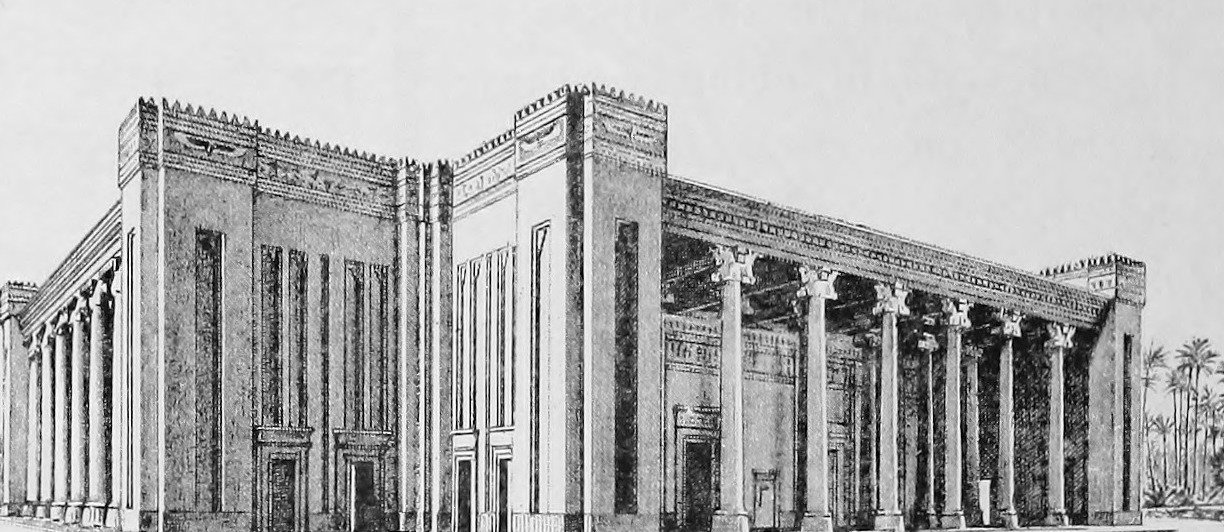
Палац Дарія в Сузах, реконструція
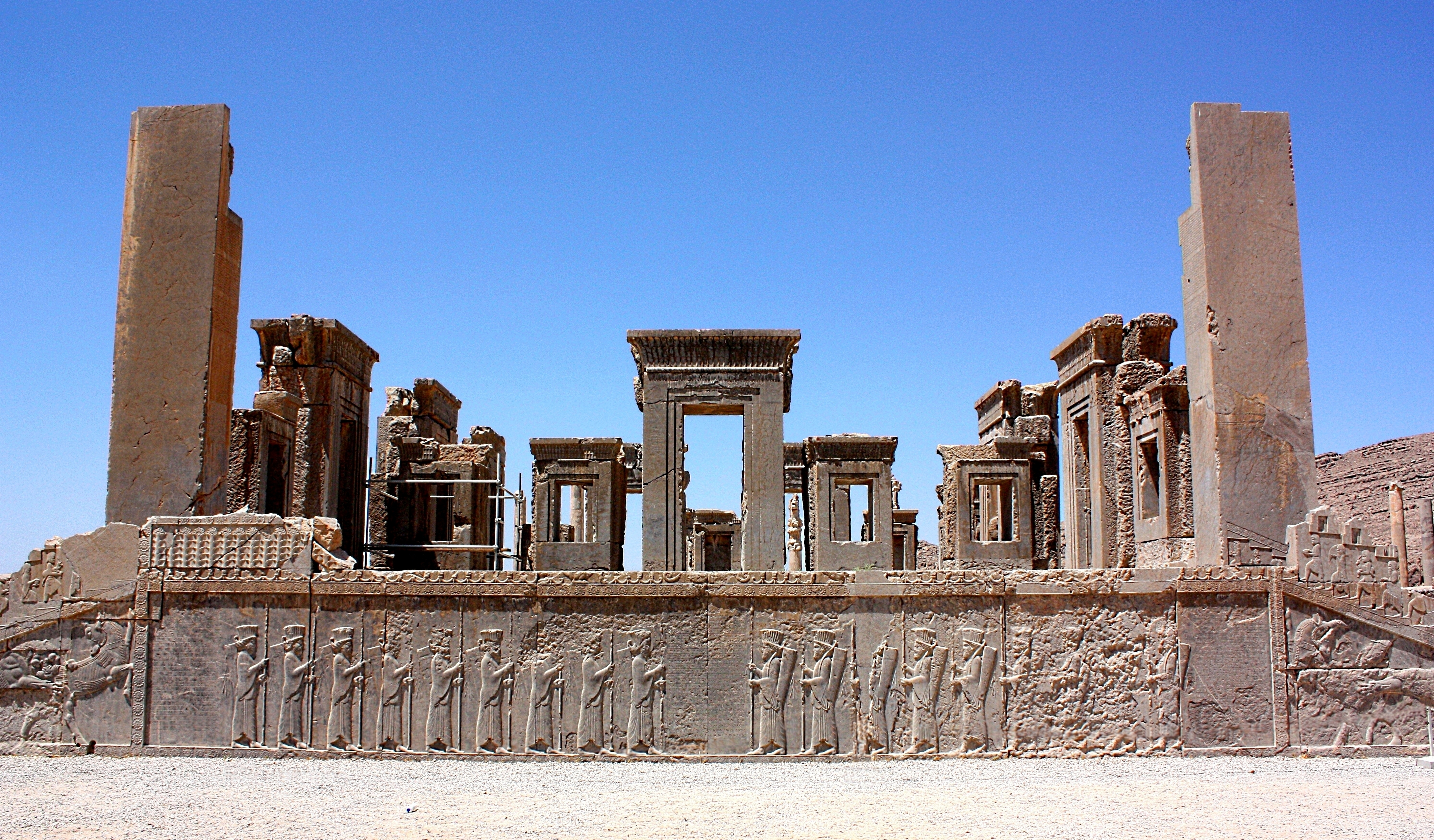
Руїни Ападани Персеполя
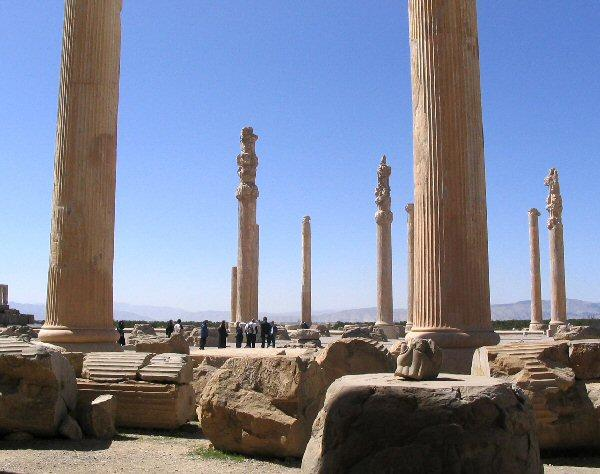

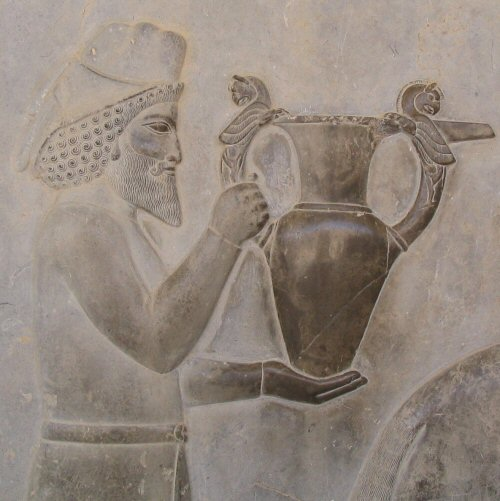
Вірмени
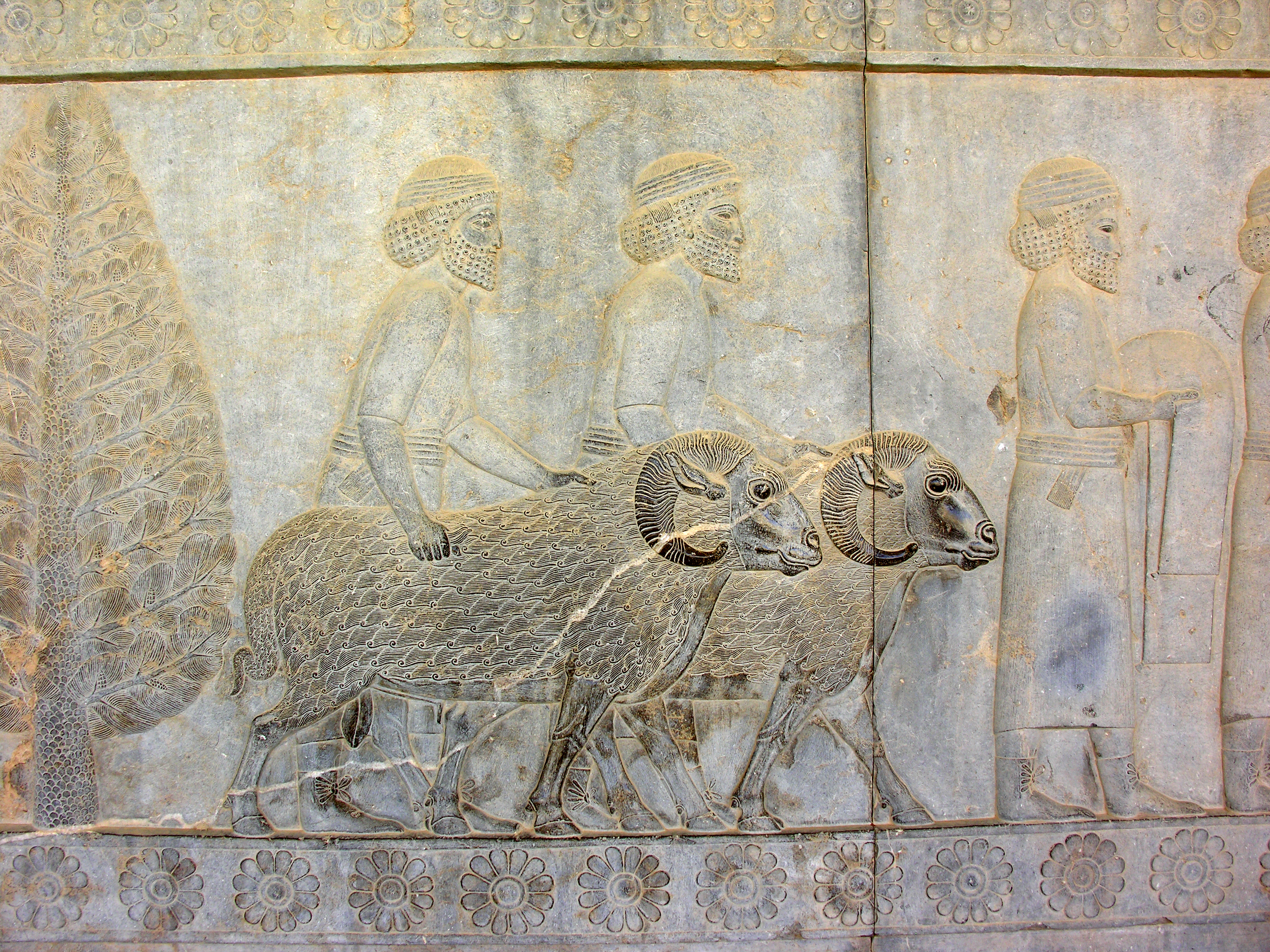
Ассирійці
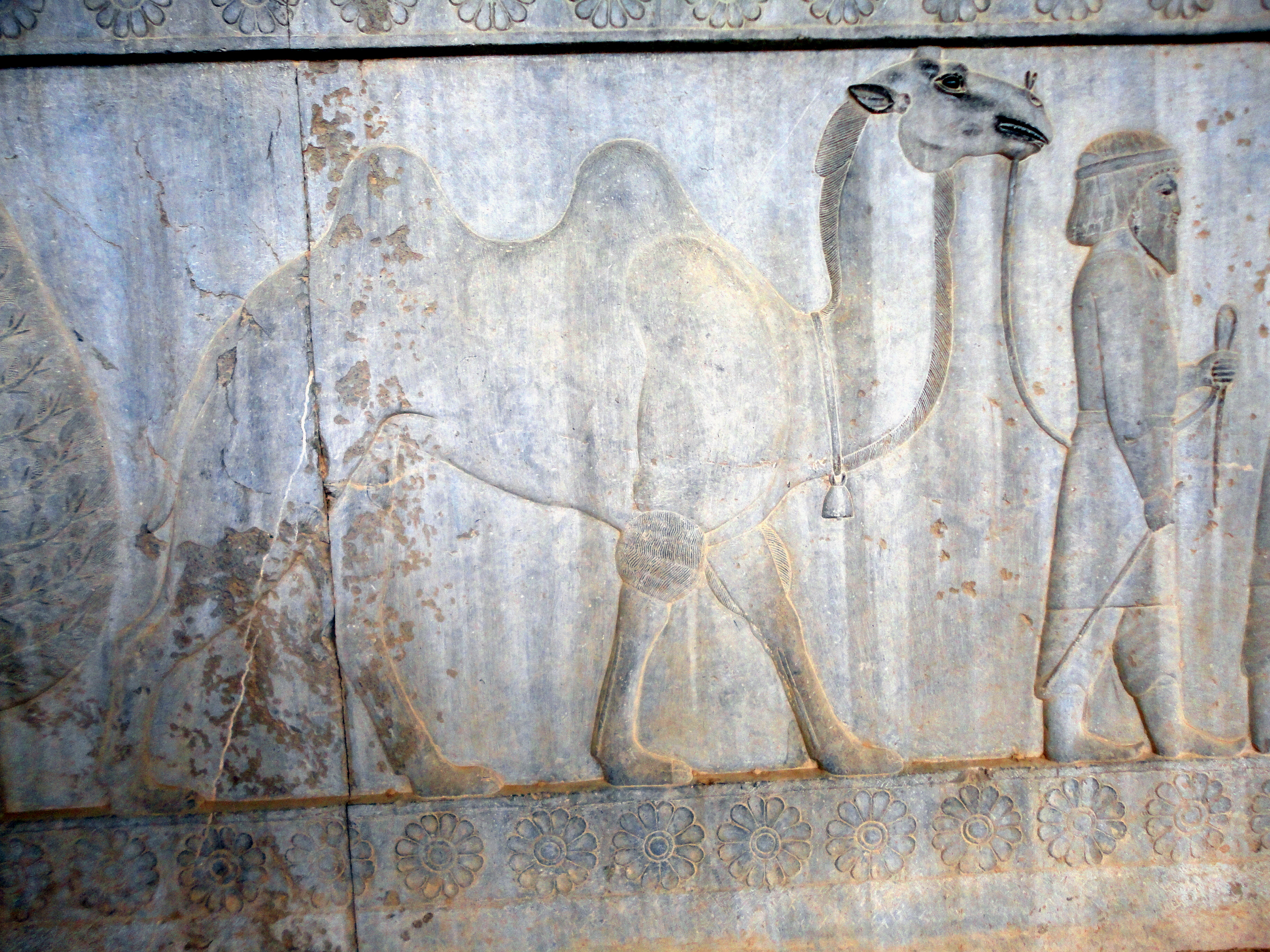
Бактрійці
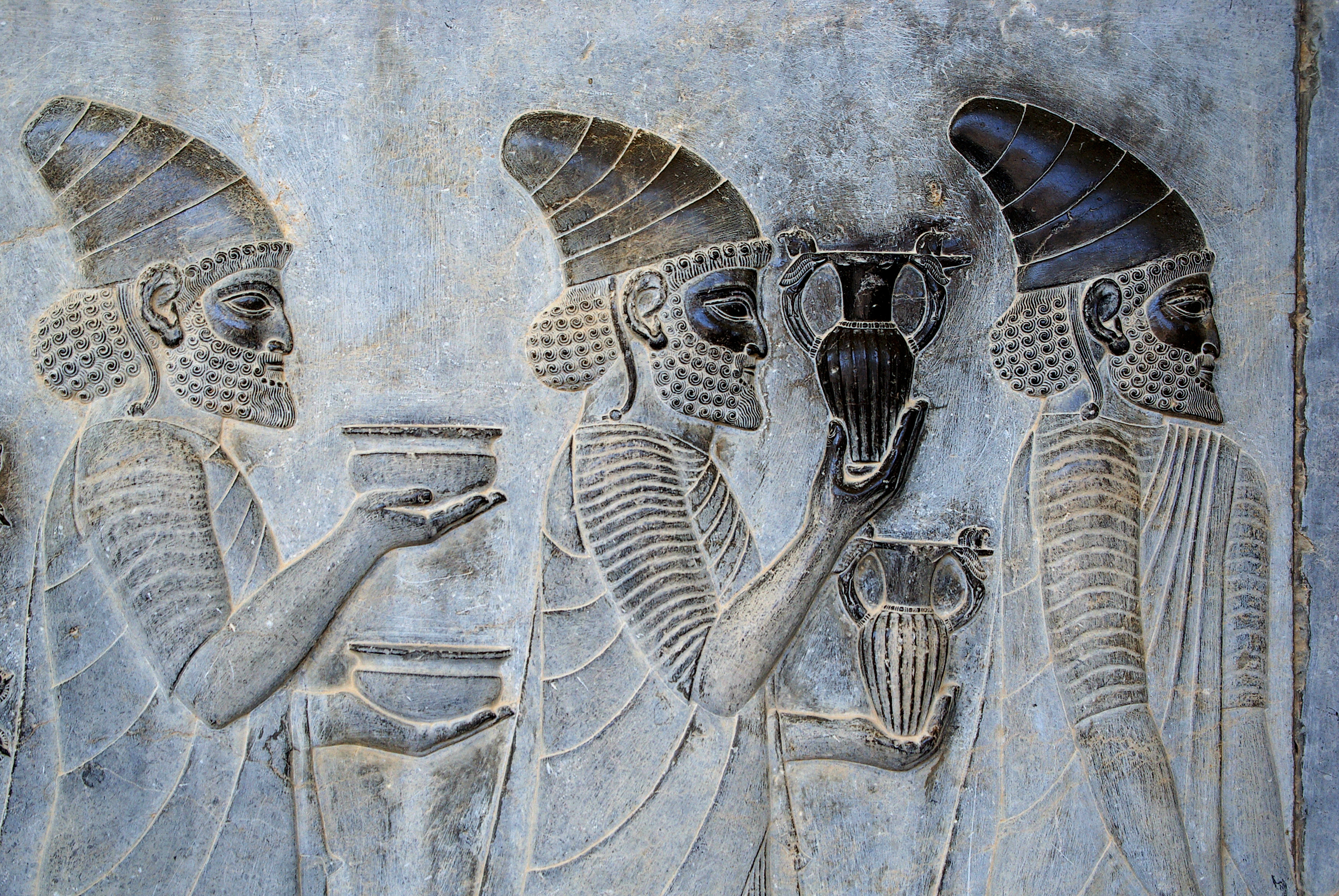
Лідійці
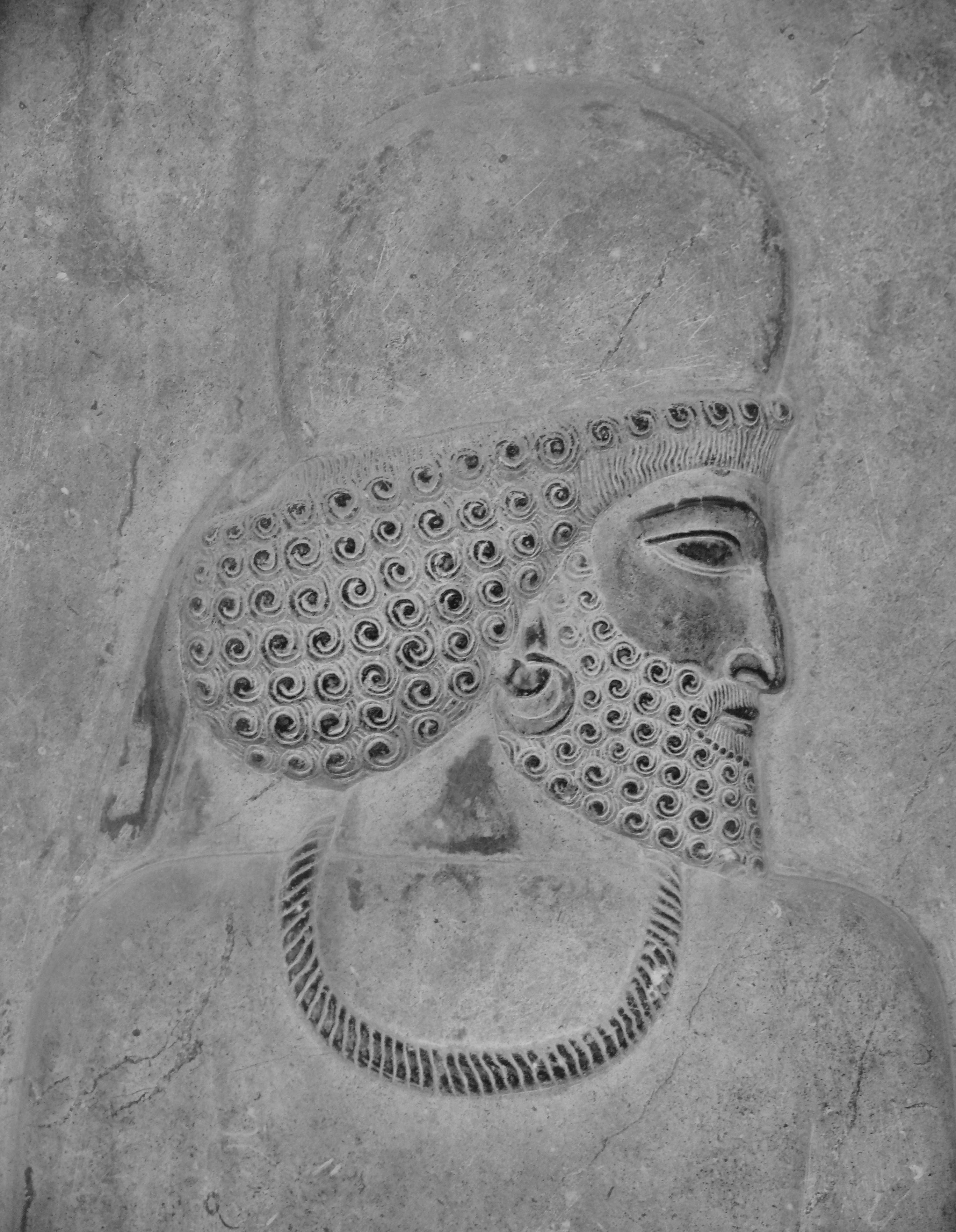
Мідійці
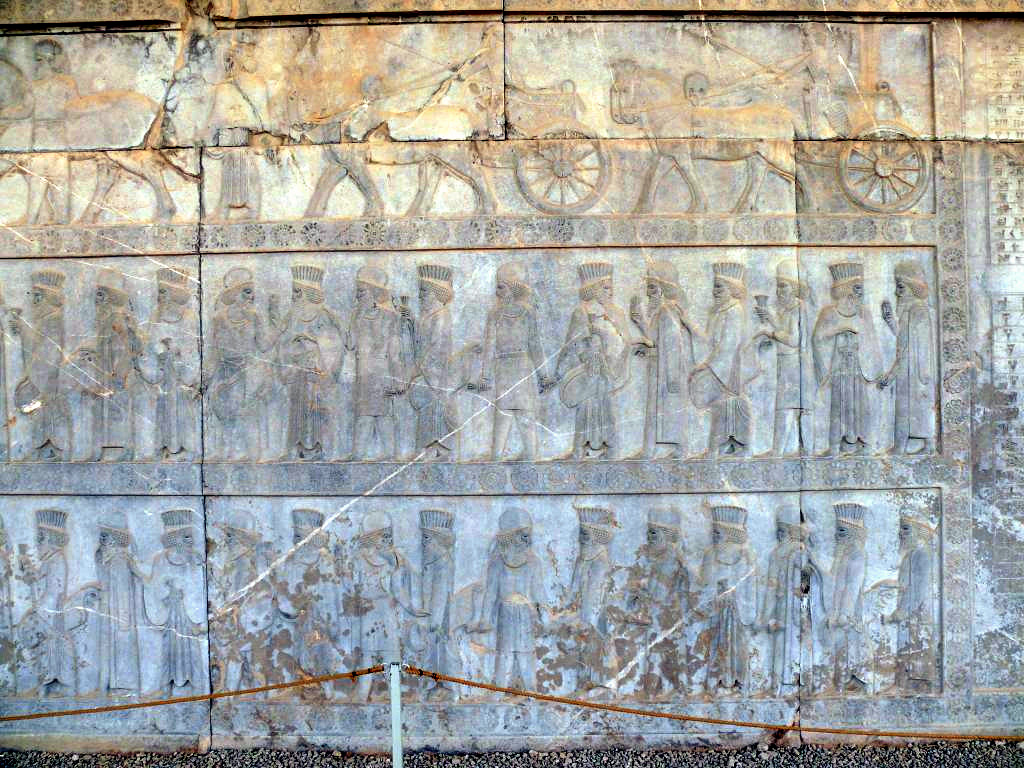